# ISO 11783
ISO 11783 (ou ISO Bus ou ISOBUS) est un protocole de communication basée sur le protocole SAE J1939 destiné à l'industrie agricole. Il est géré par l'AEF (Agriculture Electronic Fondation). Elle permet de faire communiquer sur un même bus de données (bus CAN) un tracteur, un outil et une console. Elle permet aussi de normaliser la communication entre un logiciel de gestion de ferme et les différents outils de l'exploitation.